# قومليجة
قومليجة (بالتركية: Kumluca)‏ هي بلدة ومُديريَّة تقع في ولاية أنطالية بتركيا. تصل مساحتها إلى 1253 كم²، وترتفع عن سطح البحر حوالي 15 م.